# Maren Schellenberg

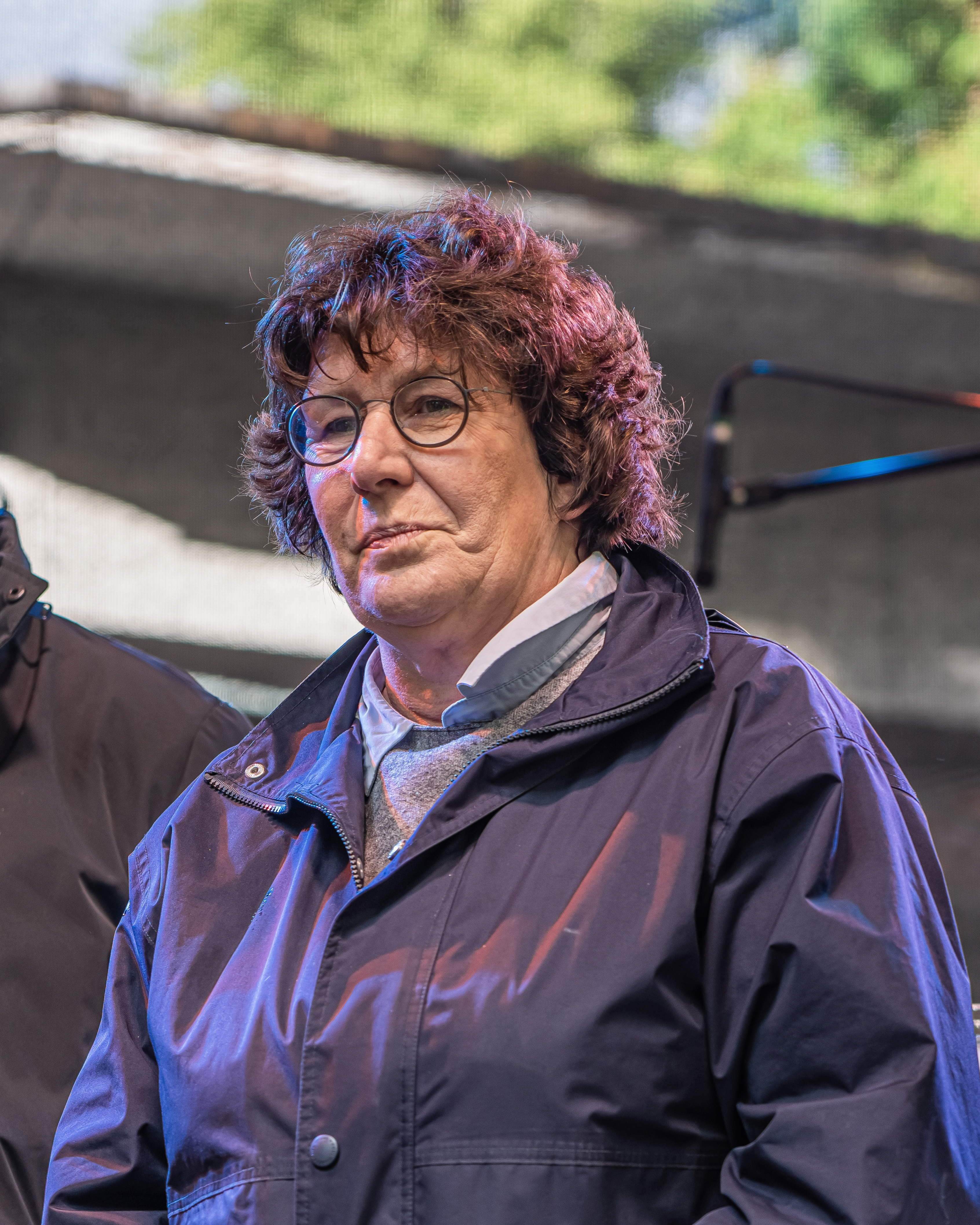
2025

Maren Schellenberg (* 31. März 1962 in Stuttgart) ist eine deutsche Rechtsanwältin und Politikerin (Bündnis 90/Die Grünen). Seit Dezember 2021 ist sie Bezirksbürgermeisterin des Berliner Bezirks Steglitz-Zehlendorf.

## Leben
Schellenberg machte 1981 in Siegen Abitur und studierte anschließend Rechtswissenschaft an der Universität Freiburg. Dort legte sie 1987 das 1. Staatsexamen ab. In demselben Jahr ging sie nach Berlin und schloss dort ihr Referendariat 1990 mit dem 2. Staatsexamen ab. Von 1990 bis 1997 war sie Leiterin der Abteilung Weiterbildung der Ärztekammer Berlin. Seit 1997 ist sie selbständige Rechtsanwältin für Medizinrecht. Sie ist verheiratet und hat eine Tochter und einen Sohn.

## Politische Laufbahn
Schellenberg war von Oktober 2006 bis Oktober 2016 Mitglied der Bezirksverordnetenversammlung (BVV) des Bezirks Steglitz-Zehlendorf von Berlin und von 2014 bis 2016 auch Vorsitzende der Fraktion Bündnis 90/Die Grünen in der BVV. Von November 2016 bis Dezember 2021 war sie Bezirksstadträtin für die Abteilung Immobilien, Umwelt und Tiefbau in Steglitz-Zehlendorf. Ab November 2021 war sie erneut Mitglied der BVV, bis sie im Dezember 2021 zur Bezirksbürgermeisterin gewählt wurde; zuvor hatten sich Grüne, SPD und FDP auf eine Zählgemeinschaft und Schellenberg als Bürgermeisterin geeinigt.

## Weblink
- Maren Schellenberg Bürgermeisterin von Steglitz-Zehlendorf | Bündnis 90/DIE GRÜNEN Steglitz-Zehlendorf. In: gruene-suedwest.de. Abgerufen am 24. September 2024.